# Monte Dulang-dulang
Monte Dulang-dulang apodado por los montañistas filipinos como "D2", es uno de los picos más elevados de la cordillera Kitanglad, situada en la parte centro-norte de la provincia de Bukidnon, en la isla de Mindanao. Es la segunda montaña más alta de Filipinas con unos 2938 metros (9639 pies) sobre el nivel del mar, solamente por detrás del monte Apo de Dávao a 2954 m (9692 pies) y un poco más alto que el monte Pulag de Luzón, el tercero más alto a 2922 m (9587 pies).